# Torāb-e Vosţá
Torāb-e Vosţá (persiska: تراب وسطی) är en ort i Iran.   Den ligger i provinsen Kohgiluyeh och Buyer Ahmad, i den centrala delen av landet, 500 km söder om huvudstaden Teheran. Torāb-e Vosţá ligger 664 meter över havet och antalet invånare är 163.
Terrängen runt Torāb-e Vosţá är kuperad söderut, men norrut är den bergig. Torāb-e Vosţá ligger nere i en dal. Runt Torāb-e Vosţá är det ganska glesbefolkat, med 47 invånare per kvadratkilometer. Närmaste större samhälle är Dehdasht, 18,2 km söder om Torāb-e Vosţá. Omgivningarna runt Torāb-e Vosţá är i huvudsak ett öppet busklandskap.